# Francesco D'Amore
Francesco D'Amore (Roma, 1929 – Sansepolcro, 1990) è stato un pittore e incisore italiano.

## Biografia
Figlio d'arte, suo padre Salvatore era xilografo ed incise lastre che illustravano antichi mestieri, mentre lo zio paterno Benedetto era scultore.
Allievo alla facoltà di Architettura di Perugia e di Firenze, si è poi stabilito a Perugia, dove ha collaborato con la Soprintendenza ai Monumenti dell'Umbria per restauri e ripristino di dipinti antichi e ha insegnato al locale Liceo Artistico.
Ha esordito nel 1967, con una personale all'Accademia degli Sbalzati di Sansepolcro. Nel 1954 ha scelto di risiedere a Sansepolcro, dove ha insegnato prima all'Istituto d'Arte e poi educazione artistica all'Istituto statale Buonarroti. Ha presentato personali a Città di Castello (1968), a Montecatini Terme (1969), al Palazzo Pretorio di Sansepolcro (1969), a Perugia (1970), a Port'Ercole (1970), a Milano (1971), a Palermo (1972) e a Perugia per la Biennale d'Arte Sacra (1973).
Si è identificato in particolare per le placche a smalto su rame, cotte a gran fuoco e decorate con soggetti religiosi, con paesaggi, con fiori. Sono smalti lucenti, con misture metalliche, eseguiti con una grafia minuta che è ispirata all'antica miniatura e presenta impercettibili rilievi. In questa antica tecnica, quasi da oreficeria, la lastra di rame, incisa prima all'acquaforte, viene poi riempita con colature di smalto vitreo di diverso colore e spessore e quindi fissata a fuoco, a novecento gradi.
Presente alla XVII Biennale d'Arte Sacra di Parugia (1969), dove ha vinto la medaglia d'oro; al I Premio Domenico Caldara a Foggia (1969), dove ha vinto al medaglia d'argento; al concorso nazionale L'Altre per la Mensa Eucaristica a Udine (1972), dove ha vinto la medaglia d'oro.
Ha lasciato lastre di rame, già incise all'acquaforte e rimaste incompiute e che si presterebbero per una tiratura a specchio.
Sue opere sono conservate All'Ente Provinciale per il Turismo di Perugia, al Comune di Foggia e al Comune di Montecatini Terme.
Alla mostra Arte D'Amore, del 2007, a Sansepolcro, sono state presentate opere realizzate da Francesco, da Salvatore, da Benedetto e da Luca D'Amore.